# Praktisk tidning
Praktisk Tidning var en konservativ dagstidning utgiven i Göteborg från 3 december 1897 till 27 november 1908. Fullständig titeln var Praktisk Tidning och Annonsblad för Industri och Hantverk och Handel.

## Redaktion
Redaktionen fanns hela utgivningstiden i Göteborg. Tidningens politisk tendens  var konservativ. Sammanföra alla vårt lands samhällsbevarande element till kamp mot de moderna, samhällsupplösande teorier, hvilka, utbasunerade allestädes där en hederlig men kritiklös skara arbetare äro församlade. skrev tidningen 5 januari 1900. Uppgifter om tidningens redaktör saknas. Tidningen kom en gång i veckan under 1897 på onsdagar och sedan 1898 - 1908 på fredagar. Periodiskt utkom en bilaga oregelbundet och på varierande dag med allmänt innehåll.
| Period                 | Ansvarig utgivare             | Titel       |
| 1897-09-09--1908-03-16 | Nilsson, Carl Peter           | bokhållaren |
| 1908-03-17--1908-11-27 | Nordqvist, Augusta Wilhelmina | kassörskan  |

## Tryckning, upplaga
Tidningen hade stor satsyta på 47-48 cm x 33 cm . Antikva var typsnitt och tidningen trycktes bara i svart. Priset var billigt 1 kr och 1,40 kr 1907. Tidningen hade fyra sidor. Upplagan är osäker men enligt tidningen den 5 januari 1900 10 000 exemplar. Tryckeri var 1900 från januari till mars D.F. Bonniers boktryckeriaktiebolag  i Göteborg, sedan 1901 till mars 1906 Bonniers tryckeriaktiebolag  i Göteborg. 1906-1908 var tryckeriet F.A.B. Hvar 8 dags tryckeri  i Göteborg.